# Rob Britton
Pour les articles homonymes, voir Britton.
Rob Britton (né le 22 septembre 1984 à Regina) est un coureur cycliste canadien, professionnel de 2010 à 2021.

## Biographie
Au mois d'août 2017, il remporte la troisième étape et le classement général du Tour de l'Utah.

## Palmarès
- 2008
  - 1re étape de la Devo Springs Classics Stage Race (contre-la-montre)
  - Tour de Walla Walla :
    - Classement général
    - 1re étape

  - 2e de la Devo Springs Classics Stage Race
- 2009
  - Devo Springs Classics Stage Race :
    - Classement général
    - 2e (contre-la-montre) et 3e étapes

  - Tour de Walla Walla :
    - Classement général
    - 2e étape (contre-la-montre)

  - 3e étape de la Mount Hood Classic
- 2011
  - 1re étape de la McLane Pacific Classic
  - 2e de la McLane Pacific Classic
- 2012
  - 2e étape du Tour de Bowness
  - 3e de la San Dimas Stage Race
  - 3e de la Bucks County Classic
- 2014
  - 2e de la Vuelta a la Independencia Nacional
  - 2e du Tour de Beauce
  - 3e du Tour of the Gila
- 2015
  - Classement général du Tour of the Gila
  - 3e du Tour du Colorado
- 2016
  - 3e du Tour of the Gila
- 2017
  - 5e étape du Tour de Beauce
  - Tour de l'Utah :
    - Classement général
    - 3e étape (contre-la-montre)

  - 2e de l'UCI America Tour
  - 3e du championnat du Canada du contre-la-montre
- 2018
  - Classement général du Tour of the Gila
  - 2e du championnat du Canada du contre-la-montre
- 2019
  -  Champion du Canada du contre-la-montre

## Classements mondiaux
| Année                                 | 2010 | 2011 | 2012 | 2013 | 2014 | 2015 | 2016 | 2017 | 2018 | 2019 |
| ------------------------------------- | ---- | ---- | ---- | ---- | ---- | ---- | ---- | ---- | ---- | ---- |
| Classement mondial                    |      |      |      |      |      |      | 401e | 191e | 490e | 557e |
| UCI Asia Tour                         | nc   | nc   | nc   | nc   | nc   | 288e | nc   | nc   | nc   |      |
| UCI America Tour                      | 215e | 136e | 112e | 191e | 10e  | 11e  | 20e  | 2e   | 16e  | 60e  |
|                                       |      |      |      |      |      |      |      |      |      |      |
| Légende : nc = non classéSource : UCI |      |      |      |      |      |      |      |      |      |      |